# Lluís Bru i Jardí
Lluís Bru i Jardí   (Tivissa, 18 de maig de 1894 - Santiago de Xile, 9 de maig de 1945) fou un mestre i polític català. Treballà com a mestre a l'Armentera i va fer el servei militar a Figueres. El 1917 canvià de professió per treballar en el bufet d'un notari i el 1920 es casà amb l'artista plàstica Josepa Llop.

## Biografia
El 1918 fou un dels fundadors de la Joventut Nacionalista La Falç, de la que en fou president fins al 1923, i col·laborà assíduament al seu diari Esquerra, raó per la qual el 1922 fou processat per un delicte de lesa patria. Per evitar l'empresonament marxarà a París el juliol de 1923. Hi romandrà treballant a la casa Chez Baron fins al 1929, gairebé fins al final de la Dictadura de Primo de Rivera. Quan tornà participà en la Conferència d'Esquerres Catalanes de març de 1931, mercè la qual La Falç es va integrar a Esquerra Republicana de Catalunya. El febrer de 1932 participà en el Primer Congrés Nacional ordinari del partit i fou escollit membre del Comitè Executiu. A les eleccions al Parlament de Catalunya de 1932 fou elegit diputat per la comarca d'Osona.
Fou membre de la Comissió d'Agricultura del Parlament de Catalunya i participarà activament en la redacció del projecte de la Llei de Contractes de Conreu. Fou detingut arran dels fets del sis d'octubre de 1934 i empresonat al vaixell Uruguai. Fou alliberat sota fermança poc abans de les eleccions generals espanyoles de 1936, i arran la victòria del Front Popular fou amnistiat definitivament.
Quan esclatà la guerra civil espanyola fou nomenat vicepresident del Consell d'Economia, i l'abril de 1937 fou delegat del govern a Puigcerdà. El 1939 es va exiliar a Montpeller, des d'on es va embarcar al Winnipeg i marxà a Santiago de Xile el 3 de setembre de 1939, on treballarà al Teatro Capitol i després a Establecimientos Oriente.
Fou nomenat delegat de la Generalitat de Catalunya a Xile i hi presidí el Front Nacional Català de Lluita i l'Agrupació Democràtica Catalana, alhora que col·laborà a les publicacions Democràcia i Catalunya i L'Emigrant. També participà en les emissions de ràdio Catalunya al Servei de la Democràcia. És pare de la pintora Roser Bru i germà del periodista i polític carlí Josep Bru i Jardí.